# Saúl Castorena Monterrubio
Saúl Castorena Monterrubio (Huejutla, Hidalgo, 22 de agosto de 1942) es un abogado y político mexicano, que fue miembro del antiguo Partido Auténtico de la Revolución Mexicana (PARM). Fue diputado federal de 1976 a 1979.

## Biografía
Es abogado egresado de la Benemérita Universidad Autónoma de Puebla, y tiene una maestría en Educación en el Centro Nacional de Enseñanza Técnica Industrial (CENETI). Ejerció su profesión como práctica legal, notario y actuario; fue presidente de la Unión Nacional de Padres de Familia (UNPF) en el Distrito Federal.
Fue miembro del PARM, partido del que fue representante ante la Comisión Federal Electoral, delegado en cada estado del país y coordinador de la secretaría de Legislación del comité nacional de 1976 a 1977 siendo su presidente Juan G. Peña. En 1977 fue postulado candidato del PARM a diputado federal por el Distrito 15 del Distrito Federal, compitiendo con los candidatos Juan José Osorio Palacios del PRI —y triunfador de la elección—, María Elena Álvarez Bernal del PAN y Marcela Lombardo Otero del PPS, quedando en cuatro lugar con 4 173 votos.
Sin embargo, resultó elegido como diputado de partido, para la L Legislatura de 1976 a 1979; fue coordinador del grupo parlamentario del PARM de 1976 a 1977.